# Franco Rubartelli
Franco Rubartelli (Florència, 23 de març de 1937) és un fotògraf, director de cinema i realitzador d'anuncis publicitaris italià.

## Biografia
Franco Rubartelli va ser fotògraf i va treballar per les revistes Vogue i Glamour i durant un període de la seva vida fou el company de la model alemanya Veruschka a qui va dedicar la pel·lícula dramàtica Veruschka, poesia di una donna (1971). Gràcies a les fotografies fetes per Rubartelli, la model va assolir el cim de la seva fama mundial.
A Veneçuela més tard va fer dues pel·lícules més i molts anuncis de televisió per a les marques (Simplicio i Ya Koo) centrats en figures de nadius molt joves: Pepiwe, protagonista de la pel·lícula Ya Koo, és un nen ianomami que recupera els seus orígens a la selva.

## Filmografia
- Veruschka, poesia di una donna (1971)
- Simplicio (1978)
- Ya Koo (1985)